# Óscar R. Benavides
Pour les articles homonymes, voir Benavides et Larrea (homonymie).
Óscar Raimundino Benavides Larrea (Lima, 15 mars 1876 - Lima, Pérou, 2 juillet 1945), militaire et homme d'État péruvien, est président de la République de 1933 à 1939, après l'assassinat du général Luis Miguel Sánchez Cerro, chef du gouvernement militaire issu de la révolution de 1930. Au début de son mandat, il est partisan de l'Union révolutionnaire, favorise son implantation et lutte contre le Parti communiste. À partir de 1936, il entame une politique de modération, autorisant le retour d'autres partis comme l'APRA, mais interdit le parti communiste. Il modifie la constitution de 1933 par plusieurs décrets et abolit en 1938, le conseil militaire, unique organe exécutif et législatif depuis 1930. Il rétablit le Congrès et déclare la tenue de prochaines élections générales pour 1939. Enfin, il limite le futur mandat présidentiel à six ans et met fin à sa dictature en toute légalité en remettant le pouvoir au président élu, Manuel Prado Ugarteche.

## Biographie

### Jeunesse
Oscar R. Benavides est né à Lima le 15 mars 1876. Il est le fils de Miguel Benavides y Gallegos, sergent-major de la Garde nationale, et de la socialiste péruvienne Erfilia Larrea. 
Il suit ses études au Collège de Nuestra Señora de Guadalupe à Lima avant d'entrer à l'École militaire de Lima en 1884. En 1901, il est promu capitaine. En 1906, il sort diplômé en tant que sergent-major et premier de sa promotion. Là, il est envoyé par le gouvernement péruvien en France et en Allemagne. La France le remercie pour ses services rendus au pays en l'honorant de la Légion d'honneur.

### Au pouvoir

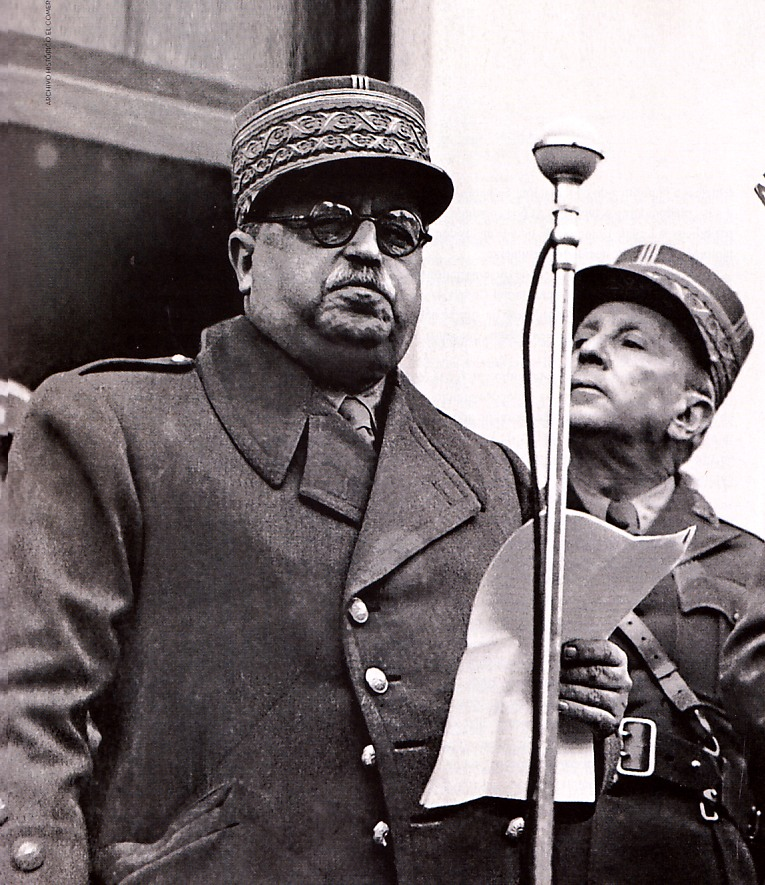
Oscar Benavides s'adressant à la nation, vers 1936.

Il participe à la guerre contre la Colombie en 1911. Il accède au grade de colonel. Le 4 février 1914, il prend la tête du soulèvement qui renverse Guillermo Billinghurst et est nommé président provisoire par le Parlement. Il convoque une convention de partis présidée par Andrés Cáceres qui porte José Pardo à la présidence de la République.
Après l’assassinat du général Luis Miguel Sánchez Cerro le 30 avril 1933, il est élu par le Congrès pour terminer le mandat de 5 ans de Sánchez Cerro, c’est-à-dire jusqu'en 1936. Quand Benavides arrive au pouvoir, le pays est dans une situation difficile et en proie à l’agitation sociale. Il est en guerre avec la Colombie, les exportations ont diminué et le chômage est en hausse. Une loi d’amnistie générale est promulguée permettant le retour au pays des exilés et la libération des prisonniers politiques. Le conflit avec la Colombie est réglé pacifiquement. La Garde civile est réorganisée avec le concours de la mission espagnole. Benavides modifie la constitution de 1920 datant du gouvernement d'Augusto Leguía. La constitution de 1933 dure jusqu'en 1980. Pendant son mandat, il fait réaménager le palais du Gouvernement et le Palais de Justice. En 1936, les élections sont convoquées comme prévu. Mais l'Alliance populaire révolutionnaire américaine gagne et Benavides fait annuler les élections par la commission électorale. Une loi du 13 novembre prolonge son mandat jusqu'au 8 décembre 1939, date à laquelle Manuel Prado Ugarteche lui succède.
Benavides meurt à Lima le 2 juillet 1945.